# 1597
Відродження •  Реформація •  Доба великих географічних відкриттів •  Ганза •  Нідерландська революція •  Релігійні війни у Франції •  Річ Посполита •  Запорозька Січ

## Геополітична ситуація
Османську державу очолює Мехмед III (до 1603). Під владою турецького султана перебувають Близький Схід та Єгипет, Середземноморське узбережжя Північної Африки, частина Закавказзя, значні території в Європі: Греція, Болгарія та Сербія. Васалами турків є Волощина, Молдова й Трансильванія.
Священна Римська імперія — наймогутніша держава Європи. Її територія охоплює, крім німецьких земель, Угорщину з Хорватією, Богемію, Північну Італію. Її імператором є Рудольф II з родини Габсбургів (до 1612).
Габсбург Філіп II Розсудливий є королем Іспанії (до 1598) та Португалії. Йому належать Іспанські Нідерланди, південь Італії, Нова Іспанія та Нова Кастилія в Америці, Філіппіни. Португалія, попри правління іспанського короля, залишається незалежною. Вона має володіння в Бразилії, в Африці, в Індії, на Цейлоні, в Індійському океані й Індонезії.
На півночі Нідерландів утворилася Республіка Об'єднаних провінцій. Формальний король Франції — Генріх Наваррський. Королевою Англії є Єлизавета I (до 1603). Король Данії та Норвегії — Кристіан IV Данський (до 1648). Король Швеції — Сигізмунд III Ваза (до 1599). На Апеннінському півострові незалежні Венеціанська республіка та Папська область.
Королем Речі Посполитої, якій належать українські землі, є Сигізмунд III Ваза (до 1632). На півдні України існує Запорозька Січ.
У Московії править Федір I Іванович (до 1598). Існують Кримське ханство, Ногайська орда.
Шахом Ірану є сефевід Аббас I Великий (до 1629).
Значними державами Індостану є Імперія Великих Моголів, Біджапурський султанат, султанат Голконда, Віджаянагара. У Китаї править династія Мін. В Японії триває період Адзуті-Момояма.

## Події

### В Україні
- Гетьманом реєстрових козаків став Тихін Байбуза.
- Засновано Жовкву.

### У світі

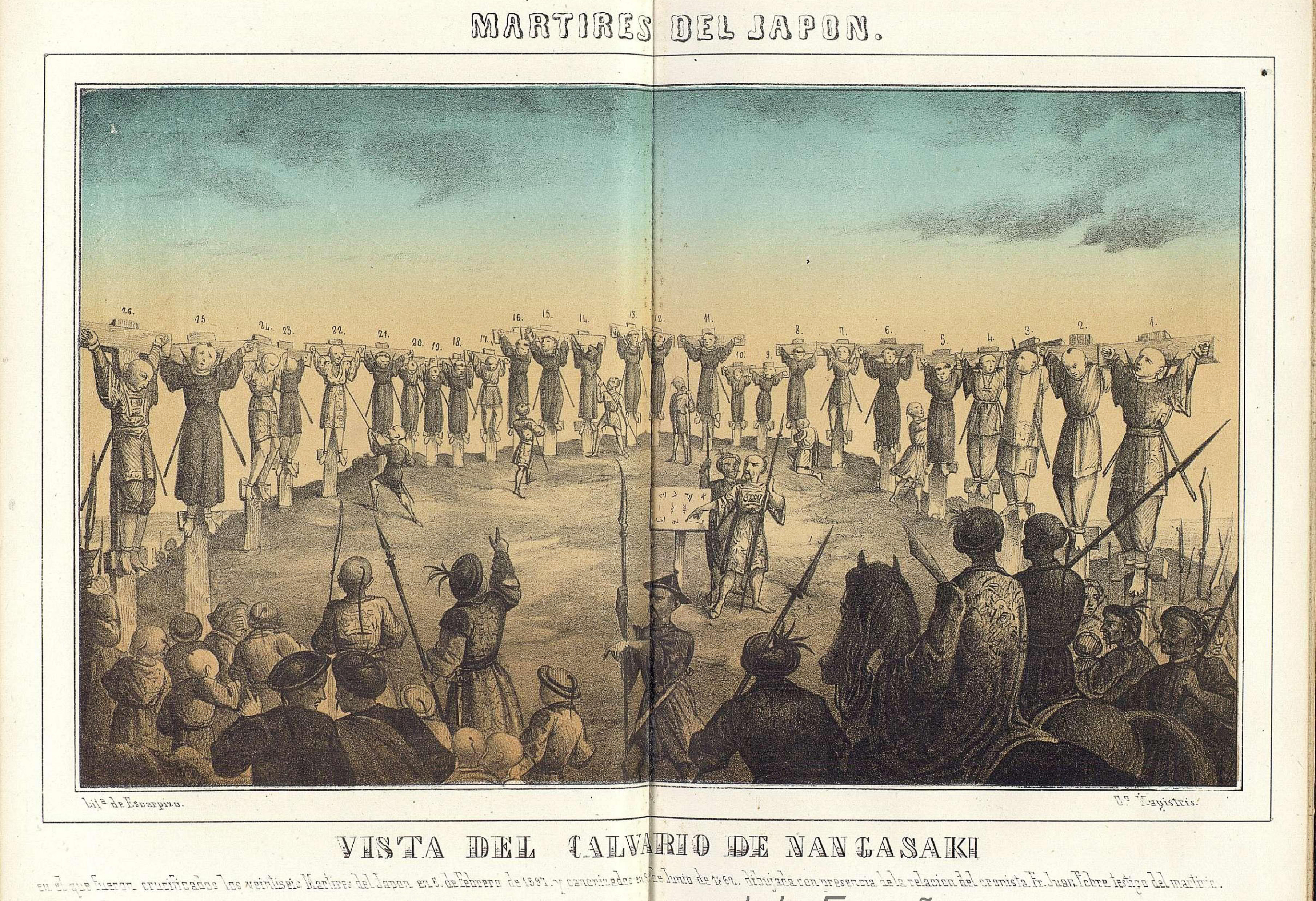
5 лютого: Розп'яття в Нагасакі

- Повстанці проти турецької влади у Сербії були змушені здатися, не дочекавшись підтримки християнської Європи.
- Напад англійського флоту на іспанський на Азорських островах зазнав невдачі.
- Імператором Ефіопії став Якоб.
- Шах Ірану Аббас I Великий приборкав узбеків у Гераті.
- У Нагасакі розп'ято двадцять шість японських мучеників.
- Відновилися дії в японсько-корейській війні. 28 серпня японці здобули свою єдину морську перемогу, але в жовтні, після повернення адмірала Лі Сун Сіна, корейці знову взяли реванш. Наступ японців на суходолі теж забуксував.

## Наука і мистецтво
- Тихо Браге змушений покинути Данію й емігрувати до Німеччини.
- Андреас Лібавій опублікував перший підручник із хімії, що називався «Алхімія».
- Френсіс Бекон видав «Есе».
- Якопо Пері написав першу оперу «Дафна».

## Народились
Див. також: Категорія:Народились 1597

## Померли
Див. також: Категорія:Померли 1597
- 21 квітня — У Варшаві страчений козацький отаман Северин Наливайко
- 20 червня — від цинги під час полярної експедиції 1596—1597 років у районі Нової Землі помер 47-річний голландський мореплавець Віллем Баренц.
- 21 грудня — у Фрейбурзі у віці 76 років помер єзуїт Петер Канісій.